# 彩也
彩也（さいや、6月9日 - ）は、日本の漫画家。女性。B型。

## 作品リスト
成人向け
- 『聖少女玩具』 平和出版（ピースコミックス）、1997年11月、ISBN 4-938384-08-6（ISBN 978-4-938384-08-1）
- 『聖操奴隷』 平和出版（ピースコミックス）、1998年12月、ISBN 4-938384-21-3（ISBN 978-4-938384-21-0）
- 『Pink pas time』 茜新社（アカネコミックス）、2000年6月、ISBN 4-87182-397-0（ISBN 978-4-87182-397-5）
- 『微熱姫』 平和出版（ピースコミックス）、2000年10月、ISBN 4-938384-52-3（ISBN 978-4-938384-52-4）
- 『蜜甘熟天使』 東京三世社（DO COMICS）、2006年6月、ISBN 4-8126-2348-0（ISBN 978-4-8126-2348-0）
- 『愛のことばを偽ってよ』 松文館（シガレットコミックス） 全2巻
  1. 2010年9月28日[2]、ISBN 978-4-7901-2370-5
  2. 2011年10月28日[2]、ISBN 978-4-7901-2406-1

一般向け
- 『ALICE room -禁断の生徒指導室-』 松文館（ダイヤモンドコミックス）、2007年9月27日[3]、ISBN 978-4-79012-008-7